# Натальїнськ
Ната́льїнськ (рос. Натальинск) — селище міського типу, центр Красноуфімського міського округу (Натальїнськ) Свердловської області.
Населення — 1914 осіб (2010, 2094 у 2002).